# Vinícius Júnior
Vinícius José Paixão de Oliveira Júnior (São Gonçalo, Brasil, 12 de juliol de 2000) és un futbolista professional brasiler que juga com a extrem esquerre al Reial Madrid i a la selecció del Brasil.

## Biografia

### Infància
Vinícius Júnior va néixer el 12 de juliol del 2000 a São Gonçalo, Rio de Janeiro, Brasil.
Ell es va criar en una de les zones més pobres del Brasil de manera humil en una petita casa de la seva àvia, juntament amb el seu pare, la seva mare i els seus dos germans.
Va estudiar a l'escola de la zona on vivia on també va començar a jugar a futbol a partir dels 4 anys. Va començar a practicar futbol de manera més seriosa als 5 anys jugant al prebenjamí de l'escola del São Gonçalo.
Va ser el seu pare qui va contactar amb l'escola perquè el seu fill es pogués inscriure a l'equip.
Va seguir en les categories inferiors fins als 10 anys, al 2010 va ser cridat per jugar en l'equip de futbol sala de “Canto do Rio Foot-Ball Club” en ser massa jove. Tot hi així ell no es va presentar en aquella citació, ja que volia jugar a futbol 11, finalment va ingressar en les categories inferiors del C.R. Flamengo.
Des d'aquell any va anar ascendint en les divisions del club fins a arribar a l'equip Sub-20 el 2016.

### CR Flamengo
Va ser el 13 de maig del 2017 quan va debutar en el primer equip, jugant 10 minuts del partit contra el Clube Atlético Mineiro.
Aquell mateix any va renovar amb el seu club ampliant la seva clàusula a 45 milions d'euros, ja que molts dels grans clubs d'Europa s'hi havien fixat.
Com era d'esperar, el 23 de maig el Madrid va pagar la seva clàusula, però en ser molt jove va seguir jugant en el club fins al 2019 com a cedit. El seu primer gol va arribar al 10 d'agost en la copa Sudamericana.
Vinícius va destacar en la Taça Guanabara (campionat del Brasil) fent 3 gols en 6 partits. Va fer un espectacular debut en la Copa Libertadores, entrant quan faltaven 23 minuts i marcant 2 gols que van posar el 2-1 al marcador. Al cap d'un temps abans de fitxar pel Reial Madrid es va col·locar com a màxim golejador de l'equip amb 6 gols en 550 minuts.

### Reial Madrid
Va arribar a Madrid el 14 de juliol del 2018 i va ser presentat dos dies més tard com a nou jugador de manera oficial.
Va jugar els partits de la pretemporada de la ICC (International Championship Cup), en els quals no va marcar cap gol, el seu debut a l'Estadi Santiago Bernabéu va ser el dia 11 d'agost, jugant contra l'AC Milan en el trofeu Santiago bernabéu.
La seva primera convocatòria en un partit de lliga amb el primer equip va arribar al 26 de Setembre contra el Sevilla, però no va jugar cap minut. Va ser convocat en un partit de champions al 2 de novembre contra el CSKA Moscú i tampoc va disputar cap minut.
Finalment al 29 de Setembre del mateix any va debutar en un partit de lliga, va jugar uns minuts contra l'Atletico de Madrid, després de substituir al davanter francès Benzema.

## Internacional

### Sub-15
Va debutar amb Brasil el 30 d'octubre del 2015 amb la selecció Sub-15. El seu entrenador va ser Guilherme Dalla déa. Va jugar 6 partits amb la selecció Sub-15 en els quals va marcar 6 gols. En el seu debut tenia 15 anys 3 mesos i 18 dies.

### Sub-17
Uns mesos més tard va debutar en la selecció sub-17, amb 15 anys 11 mesos i 26 dies d'edat, al 8 de juliol del 2016. El seu entrenador va ser Carlos Amadeu. Hi va jugar 19 partits i va convertir un total de 17 gols.
El març del següent any amb 16 va destacar en el campionat Sud-amèrica Sub-17. Va fer grans aportacions i va a ajudar a Brasil a guanyar el campionat.
Va fer un total de 7 gols i va ser nomenat millor jugador del torneig. Durant el Juny i l'Octubre va aparèixer en els diaris “The Telegraph” i “The guardian”, en ells apareixia seleccionat com un dels millors Sub-21 de tot el món.

### 2019–2022: Debuts amb la selecció i a la Copa del Món
El 28 de febrer de 2019, Vinícius va ser convocat per primera vegada a la selecció del Brasil per a partits amistosos contra Panamà i Txèquia. No obstant això, va patir una lesió mentre jugava per al Reial Madrid, i David Neres va ser convocat en el seu lloc al març. Al maig, va ser exclòs de la llista final dels 23 jugadors per al Copa Amèrica 2019 per part de l'entrenador Tite. El mateix any, el 10 de setembre, va debutar com a substitut al minut 72 en la derrota del Brasil per 1–0 contra Perú.
Vinícius va ser convocat per Tite per a la Copa Amèrica 2021 el 9 de juny de 2021, que es va celebrar a casa. Va aparèixer com a substitut en la derrota de la seva selecció per 1–0 contra Argentina a la final el 10 de juliol.
El 24 de març de 2022, Vinícius va marcar el seu primer gol amb la selecció en una victòria per 4–0 contra Xile en un partit de classificació per a la Copa del Món de la FIFA 2022 a l'Estadi Maracanã. El 7 de novembre de 2022, Vinícius va ser convocat per Tite per a la Copa Mundial de Futbol de la FIFA 2022. En el primer partit de grup contra Sèrbia el 24 de novembre, va assistir Richarlison en el segon gol per ajudar a Brasil a guanyar 2–0. Va marcar el seu primer gol en una Copa del Món en una victòria per 4–1 contra Corea del Sud als vuitens de final el 5 de desembre, també assistint el gol de Lucas Paquetá, ajudant Brasil a classificar-se per als quarts de final, on van ser eliminats per Croàcia quatre dies més tard després d'una derrota per 4–2 en una tanda de penals després d'un empat 1–1.
El 26 de març de 2024, Vinícius va ser capità de la selecció per primera vegada en un partit amistós contra Espanya a l'Santiago Bernabéu. A la Copa Amèrica 2024, Vinícius va marcar els seus dos primers gols en el torneig en el segon partit de grup del Brasil, una victòria per 4–1 contra Paraguai, també rebent una targeta groga; va rebre una altra targeta en el darrer partit de grup de la seva selecció, un empat 1–1 contra Colòmbia, que el va deixar fora dels quarts de final. Brasil va ser eliminat després d'una derrota per 4–2 en una tanda de penals després d'un empat sense gols contra Uruguai.

## Estadístiques

### Club
A l'últim partit jugat el 21 de maig de 2023
| Club                  | Temporada    | Lliga             | Lliga   | Lliga | Copa    | Copa | Continental | Continental | Altres  | Altres | Total   | Total |
| Club                  | Temporada    | Divisió           | Partits | Gols  | Partits | Gols | Partits     | Gols        | Partits | Gols   | Partits | Gols  |
| --------------------- | ------------ | ----------------- | ------- | ----- | ------- | ---- | ----------- | ----------- | ------- | ------ | ------- | ----- |
| Flamengo              | 2017         | Série A           | 25      | 3     | 4       | 0    | 7           | 1           | 1       | 0      | 37      | 4     |
| Flamengo              | 2018         | Série A           | 12      | 4     | 2       | 0    | 5           | 2           | 13      | 4      | 32      | 10    |
| Flamengo              | Total        | Total             | 37      | 7     | 6       | 0    | 12          | 3           | 14      | 4      | 69      | 14    |
| Reial Madrid Castella | 2018–19      | Segona División B | 5       | 4     | —       | —    | —           | —           | —       | —      | 5       | 4     |
| Reial Madrid          | 2018–19      | La Liga           | 18      | 1     | 8       | 2    | 3           | 0           | 1       | 0      | 31      | 3     |
| Reial Madrid          | 2019–20      | La Liga           | 29      | 3     | 3       | 1    | 5           | 1           | 1       | 0      | 38      | 5     |
| Reial Madrid          | 2020–21      | La Liga           | 35      | 3     | 1       | 0    | 12          | 3           | 1       | 0      | 49      | 6     |
| Reial Madrid          | 2021–22      | La Liga           | 35      | 17    | 2       | 0    | 13          | 4           | 2       | 1      | 52      | 22    |
| Reial Madrid          | 2022–23      | La Liga           | 32      | 10    | 5       | 3    | 12          | 7           | 5       | 3      | 54      | 23    |
| Reial Madrid          | Total        | Total             | 149     | 34    | 19      | 6    | 46          | 15          | 10      | 4      | 224     | 59    |
| Tota carrera          | Tota carrera | Tota carrera      | 191     | 45    | 25      | 6    | 58          | 18          | 24      | 8      | 298     | 77    |

1. ↑  Includes Copa do Brasil, Copa del Rei
2. ↑  Appearances in Copa Sudamericana
3. ↑  Appearance in Primeira Liga
4. ↑  Appearances in Copa Libertadores
5. ↑  Appearances in Campionat carioca
6. 1 2 3 4 5  Appearances in Lliga de Campions de la UEFA
7. ↑  Appearance in Campionat del Món de Clubs de futbol
8. 1 2 3  Appearances in Supercopa d'Espanya
9. ↑  Dues aparicions a la Supercopa d'Espanya, una aparició a la Supercopa d'Europa, dues aparicions i tres gols a la Copa Mundial de Clubs de la FIFA

### Internacional
A l'últim partit jugat el 25 de març de 2023
| Equip nacional | Any   | Partits | Gols |
| -------------- | ----- | ------- | ---- |
| Brasil         | 2019  | 1       | 0    |
| Brasil         | 2021  | 8       | 0    |
| Brasil         | 2022  | 11      | 2    |
| Brasil         | 2023  | 1       | 0    |
| Total          | Total | 21      | 2    |

## Palmarès
CR Flamengo
- 1 Taça Guanabara: 2018

Reial Madrid CF
- 1 Copa Intercontinental de la FIFA: 2024[30]
- 2 Campionats del Món de clubs: 2018, 2022
- 2 Lligues de Campions de la UEFA: 2021-22, 2023-24[31]
- 2 Supercopes d'Europa: 2022, 2024[32]
- 3 Lligues espanyoles: 2019-20, 2021-22, 2023-24[33]
- 1 Copa del Rei: 2022-23[34]
- 3 Supercopes d'Espanya: 2019-20, 2021-22, 2024[35]

Selecció brasilera
- 1 Campionat sud-americà sub-17: 2017
- 1 Campionat sud-americà sub-15: 2015

### Títols individuals
- Millor jugador del campionat Sud-amèrica de futbol Sub-17
- Bota d'or en el campionat Sud-amèrica de futbol Sub-17
- Bota d'or en el campionat Sud-amèrica de futbol Sub-15